# Нелаза
Нелаза — река в России, протекает в северо-западном пригороде города Череповец Вологодской области. Длина реки составляет 22 км, площадь водосборного бассейна — 50,9 км².

## Течение
Исток реки находится к северо-западу от Абаканово. Река течёт в южном направлении. По её левому берегу находятся деревни Мусора, Селище, Еремеево. По правому берегу — село Нелазское, и Патино. Перед Нелазским реку пересекает автомобильная дорога А114 Тихвин-Вологда. Устье реки находится в 9,4 км по левому берегу залива реки Суда Рыбинского водохранилища.

## Данные водного реестра
По данным государственного водного реестра России относится к Верхневолжскому бассейновому округу, водохозяйственный участок реки — Рыбинское водохранилище до Рыбинского гидроузла и впадающие в него реки, без рек Молога, Суда и Шексна от истока до Шекснинского гидроузла, речной подбассейн реки — Реки бассейна Рыбинского водохранилища. Речной бассейн реки — (Верхняя) Волга до Куйбышевского водохранилища (без бассейна Оки).
Код объекта в государственном водном реестре — 08010200412110000008147.